# Washington da Silva
Washington Roberto Mariano da Silva, comunemente conosciuto come Washington o Washington da Silva (Cataguases, 19 giugno 1985), è un ex calciatore brasiliano, di ruolo attaccante.

## Carriera

### Club
Il 10 gennaio 2009, Washington ha ufficialmente firmato il contratto con il Partizan. Ha fatto il suo esordio per il Partizan contro la Stella Rossa il 28 febbraio 2009 nella Superliga serba, la partita finì 1-1. Ha segnato il suo primo gol il 15 aprile 2009 in una partita di Coppa di Serbia contro l'Hajduk Lion. I suoi primi due gol con il Partizan in Superliga li ha messi a segno il 26 aprile 2009 contro l'OFK Belgrado in una partita casalinga, la partita terminò con il risultato di 4-1.

## Palmarès

### Club

#### Competizioni statali
- Campionato Mineiro: 1

Cruzeiro: 2006

#### Competizioni nazionali
- Coppa di Serbia: 1

Partizan: 2008-2009